# Державинська сільська рада
Держа́винська сільська рада (рос. Державинский сельский совет) — сільське поселення у складі Бузулуцького району Оренбурзької області Росії.
Адміністративний центр — село Державино.

## Історія
2005 року була ліквідована Єкатериновська сільська рада (село Єкатериновка), територія увійшла до складу Державинської сільради.

## Населення
Населення — 885 осіб (2019; 1024 в 2010, 1334 у 2002).

## Склад
До складу сільської ради входять:
| Населений пункт      | Населення, осіб (2002) | Населення, осіб (2010) |
| -------------------- | ---------------------- | ---------------------- |
| Гавриловка, присілок | 31                     | 22                     |
| Державино, село      | 963                    | 810                    |
| Єкатериновка, село   | 212                    | 159                    |
| Карачево, присілок   | 31                     | 6                      |
| Сидоркино, присілок  | 97                     | 27                     |